# Lee Yong-rae
Lee Yong-rae (이용래?, 李容來?; Daejeon, 17 aprile 1986) è un calciatore sudcoreano, centrocampista del Daegu.